# Pseudomyrmex gebellii
Pseudomyrmex gebellii é uma espécie de formiga do género Pseudomyrmex, subfamilia Pseudomyrmecinae.

## História
Esta espécie foi descrita cientificamente por Forel em 1899.